# Neomicroxus
Neomicroxus is een geslacht van zoogdieren uit de familie van de Cricetidae. De wetenschappelijke naam van het geslacht werd in 2013 gepubliceerd door Alvarado-Serrano & D'Elia.

## Soorten
Er worden 2 soorten in dit geslacht geplaatst:
- Neomicroxus bogotensis (O. Thomas, 1895)
- Neomicroxus latebricola (H. E. Anthony, 1924)

Abrotrichini · Akodontini · Andinomyini · Euneomyini · Ichthyomyini · Neomicroxini · Oryzomyini · Phyllotini · Reithrodontini · Rhagomyini · Sigmodontini · Thomasomyini · Wiedomyini

Incertae sedis: Abrawayaomys · Chinchillula · Delomys